# Estação Venezuela
A Estação Venezuela é uma das estações do Metro de Buenos Aires, situada em Buenos Aires, entre a Estação Once - 30 de Diciembre e a Estação Humberto I. Faz parte da Linha H.
Foi inaugurada em 31 de maio de 2007. Localiza-se no cruzamento da Avenida Jujuy com a Rua Venezuela. Atende o bairro de Balvanera.